# Kap Ross
Das Kap Ross ist ein 54 m hohes Kap aus Granit an der Scott-Küste des ostantarktischen Viktorialands. Es liegt rund 13 km nördlich des Kap Archer.
Teilnehmer der Nimrod-Expedition (1907–1909) unter der Leitung des britischen Polarforschers Ernest Shackleton entdeckten es. Namensgeber ist der britische Polarforscher James Clark Ross (1800–1862), der zwischen 1839 und 1843 die Antarktis erkundet hatte.